# Serghei Bautin
Serghei Bautin (n. 11 martie 1967, Rahačoŭ⁠(d), RSS Bielorusă, URSS – d. 31 decembrie 2022) a fost un jucător de hochei pe gheață ce a reprezentat Uniunea Republicilor Sovietice Socialiste, medaliat olimpic. A participat la o ediție a Jocurilor Olimpice (1992) în care a câștigat o medalie de aur.

## Participări
Lista de mai jos prezintă principalele competiții la care a participat Serghei Bautin de-a lungul carierei.
- tournoi masculin de hockey sur glace aux Jeux olympiques d'hiver de 1992[*][4]